# Típus (modellelmélet)
A matematikai logikában közelebbről a modellelméletben típuson egy elsőrendű nyelv x1, x2, …, xn változósorozatát tartalmazó adott
{\displaystyle {\mbox{ }}_{{\mathfrak {p}}(x_{1},x_{2},...,x_{n})=\{\varphi (x_{1},x_{2},...,x_{n}),\ldots \}}} formulaosztályát értjük, mely különböző mellékfeltételeknek tesz eleget. Egy {\displaystyle {\mbox{ }}_{{\mathfrak {p}}(x_{1},x_{2},\ldots ,x_{n})}} típussal kapcsolatban a leggyakoribb kérdés, hogy a nyelv egy {\displaystyle {\mbox{ }}_{\mathfrak {A}}} modellje mikor valósítja meg (realizálja), azaz A-ban a változók alkalmas értékelésével egyszerre igazzá tehető-e a típus összes eleme és mikor hagyja ki (kerüli el), azaz mikor lehetetlen kielégíteni egyszerre a típus összes elemét. Ez utóbbi esetre adnak elégséges feltételt a típuselkerülési tételek.

## Teljes és parciális típusok
Legyen T elmélet egy {\displaystyle {\mbox{ }}_{\mathcal {L}}} elsőrendű nyelvben. A legfeljebb csak az x1, x2, …, xn változókat tartalmazó formulák egy {\displaystyle {\mbox{ }}_{{\mathfrak {p}}(x_{1},x_{2},...,x_{n})}} halmazáról azt mondjuk, hogy parciális típusa T-nek, ha {\displaystyle {\mbox{ }}_{{\mathfrak {p}}(x_{1},x_{2},...,x_{n})}} konzisztens T-vel, azaz létezik T-nek olyan {\displaystyle {\mbox{ }}_{\mathfrak {A}}} modellje és olyan A-beli a1, a2, …, an sorozat, hogy minden {\displaystyle {\mbox{ }}_{\varphi \in {\mathfrak {p}}(x_{1},x_{2},...,x_{n})}}-ra
{\displaystyle {\mathfrak {A}}\models \varphi [a_{1},a_{2},...,a_{n}]}
(ez pont azt jelenti, hogy {\displaystyle {\mbox{ }}_{\mathfrak {A}}}-ban realizálható {\displaystyle {\mbox{ }}_{{\mathfrak {p}}(x_{1},x_{2},...,x_{n})}})
és teljes típusa, ha ezen kívül maximális is, azaz nem bővíthető konzisztensen tovább.

### Ekvivalens definíció
Ha v változók egy véges sorozata, akkor {\displaystyle {\mbox{ }}_{\mathfrak {p}}} formulahalmaz teljes v-típus a Γ elméletben, ha
1. {\displaystyle {\mbox{ }}_{\mathfrak {p}}} elemeiben csak a v-beli változók fordulnak elő szabadon,
2. {\displaystyle {\mbox{ }}_{\mathfrak {p}}} minden véges {\displaystyle {\mbox{ }}_{{\mathfrak {p}}_{0}}} részére
{\displaystyle \Gamma \models (\exists \mathbf {v} )\wedge {\mathfrak {p}}_{0}}
3. minden {\displaystyle {\mbox{ }}_{\varphi }} formula esetén, amiben csak v változói szerepelnek vagy {\displaystyle {\mbox{ }}_{\varphi \in {\mathfrak {p}}}} vagy  {\displaystyle {\mbox{ }}_{\neg \varphi \in {\mathfrak {p}}}}

### Példák
- {\displaystyle \{x>0,x>1,x>2,x>3,...,x>n,...\}=\{x>n\}_{n\in \omega }} formulaosztály parciális típusa az aritmetikának; egy modell pontosan akkor sztenderd (azaz elemien ekvivalens ω-val, ahol ω a véges rendszámok halmaza), ha elkerüli ezt a típust.
- {\displaystyle \{\forall y(y^{2}<2\rightarrow y<x),\forall y((y>0\land y^{2}>2)\rightarrow y>x)\}} parciális típus a rendezett testek elméletében és a négyzetgyök kettő számot szándékozna megfogalmazni; míg Q kihagyja ezt a típust, addig R realizája.
- Ha a1, a2, …, an az {\displaystyle {\mbox{ }}_{\mathfrak {A}}} modell univerzumából vett sorozat, akkor

{\displaystyle \{\varphi (x_{1},x_{2},...,x_{n})\mid {\mathfrak {A}}\models \varphi [a_{1},a_{2},...,a_{n}]\}}
egy teljes típus a {\displaystyle {\mbox{ }}_{{\mathsf {Th}}\,{\mathfrak {A}}}} elméletben (a modellbeli igaz mondatok elméletében) és az (a1,a2,…,an) sorozat {\displaystyle {\mbox{ }}_{\mathfrak {A}}}-beli típusának nevezzük.
- Ha {\displaystyle {\mbox{ }}_{\mathfrak {A}}} modellje az {\displaystyle {\mbox{ }}_{\mathcal {L}}} nyelvnek és X ⊆ A, akkor definiálható az az {\displaystyle {\mbox{ }}_{{\mathcal {L}}_{X}}} nyelv, melyet úgy kapunk, hogy {\displaystyle {\mbox{ }}_{\mathcal {L}}}-et a {cx | x ∈ X} konstansokkal bővítjük. Az {\displaystyle {\mbox{ }}_{{\mathfrak {A}}_{X}}} modell annyiban különbözik {\displaystyle {\mbox{ }}_{\mathfrak {A}}}-tól, hogy a cx konstans interpretáltja x. Ekkor {\displaystyle {\mbox{ }}_{{\mathsf {Th}}\,{\mathfrak {A}}_{X}}} teljes típusai az úgy nevezett {\displaystyle {\mbox{ }}_{\mathfrak {A}}}-beli X típusok.

## Modellbeli típusok és szaturáltság
A példák közül az utolsó olyan jelentős, hogy gyakran egyszerűen ezt a fogalmat nevezik típusnak. Eszerint az {\displaystyle {\mbox{ }}_{\mathcal {L}}} elsőrendű nyelv {\displaystyle {\mbox{ }}_{\mathfrak {A}}} modellje és X ⊆ A esetén a {\displaystyle {\mbox{ }}_{{\mathcal {L}}_{X}}} nyelvbeli Γ formulahalmaz akkor és csak akkor X-típus, ha:
Γ konzisztens {\displaystyle {\mbox{ }}_{{\mathsf {Th}}\,{\mathfrak {A}}_{X}}}-szel és maximális ilyen.
Ez ekvivalens azzal, hogy
Γ minden véges része kielégíthető {\displaystyle {\mbox{ }}_{{\mathfrak {A}}_{X}}}-ben és maximális ilyen.
Az összes, adott számosságnál kisebb méretű X részhalmazhoz tartozó X-típust realizáló modelleket nevezik szaturált modelleknek. Pontosabban, adott κ számosság esetén az {\displaystyle {\mbox{ }}_{\mathfrak {A}}} modellt κ-szaturáltnak nevezzük, ha
tetszőleges κ-nál kisebb számosságú X ⊆ A esetén minden X-típus kielégíthető {\displaystyle {\mbox{ }}_{{\mathfrak {A}}_{X}}}-ben.

## Típuskihagyás (típuselkerülés)
A szaturált modellek az összes elég „kis” számosságú X részhalmazból építkező X-típust realizálják. A fogalom ellenpontja bizonyos szempontból, amikor egy teljes típust ki nem elégítő modelleket keresünk. Ezekről szól a típuskihagyási tétel:
Ha egy elmélet lokálisan kihagyja a Γm (m ∈ ω) formulahalmazokat, akkor van az elméletnek olyan modellje, mely kihagyja az összes Γm-et.
Itt a lokális kihagyáson a következőket kell érteni. Ha van a T elmélettel konzisztens θ formula, hogy θ {\displaystyle \rightarrow } φ levezethető minden φ∈Γ-ra, akkor azt mondjuk, hogy T lokálisan megvalósítja Γ-t (θ-t tanúnak nevezzük). Ellenkező esetben T lokálisan elkerüli Γ-t.

## Külső hivatkozások
- Sági, Gábor: Válogatott fejezetek a modellelméletből és határterületeiből (PDF), 2005. április 4. Előadásjegyzet.
- Csirmaz, László. 9. Alkalmazások, Matematikai logika (tömörített Postscript), Budapest: ELTE, 90–93. o. (1993) Egyetemi jegyzet.